# Paul Dowswell
Paul Dowswell, né le 3 septembre 1957, à Chester, Royaume-Uni, est un écrivain britannique, auteur de nombreux ouvrages de littérature d'enfance et de jeunesse, d'ouvrages éducatifs et de récits historiques. Il a publié plus de 60 livres ayant pour thèmes principaux l'histoire, la géographie, la science ou encore l'histoire naturelle .

## Biographie
Dowswell obtient un diplôme d'histoire au Goldsmiths, University of London. Il travaille ensuite comme chercheur dans les musées et dans les maisons d'édition, tels que la BBC Books, le Musée de la Science de Londres et la British Library Sound Archive. Par la suite, il devient rédacteur en chef pour Usborne Publishing durant huit ans. 
Depuis 1999, il se consacre à l'écriture et à la musique avec son groupe Daring Adventure.

## Œuvres

### SérieThe Adventures of Sam Witchall
1. Powder Monkey (2005)
2. Prison Ship (2006)
3. Battle Fleet (2007)

#### Autres romans
- Ausländer (2009) Publié en français sous le titre Étranger à Berlin, Paris, Naïve, 2009  (ISBN 978-2-35021-192-3)
- Cabinet of Curiosities (2010)
- Sektion 20 (2011) Publié en français sous le titre Sektion 20, Paris, Naïve, 2013  (ISBN 978-2-35021-324-8)
- Eleven Eleven (2012) Publié en français sous le titre 11 novembre, Paris, Naïve, 2014  (ISBN 978-2-35021-357-6)
- Red Shadow (2014) Publié en français sous le titre L'Ombre rouge, Paris, Naïve, 2015  (ISBN 978-2-35021-357-6)
- Bomber (2015)

### Ouvrages historiques, essais, recueils de contes folkloriques
- The Animal Quizbook (1992) Publié en français sous le titre Les Animaux, Londres/Gentilly, Usborne, coll. « Questions-réponses Usborne », 1993  (ISBN 0-7460-1592-5)
- The Geography Quizbook (1993) Publié en français sous le titre La Géographie, Londres/Gentilly, Usborne, coll. « Questions-réponses Usborne », 1993  (ISBN 0-7460-1611-5)
- The Science Quizbook (1993) Publié en français sous le titre La Science, Londres/Gentilly, Usborne, coll. « Questions-réponses Usborne », 1994  (ISBN 0-7460-1889-4)
- Tales of Real Escape (1994)
- Tales of Real Survival (1995)
- Tales of Real Heroism (1996)
- Tales of Real Adventure (1996)
- First Encyclopaedia Of Animals (1999)
- Complete Book of The Microscope (1999) Publié en français sous le titre Le Monde microscopique, Londres/Ivry-sur-Seine, Usborne, 1999  (ISBN 0-7460-3529-2)
- The Vietnam War (2001)
- First Encyclopaedia of Space (2001) Publié en français sous le titre La première encyclopédie de l'espace, Londres/Ivry-sur-Seine, Usborne, 2001  (ISBN 0-7460-4381-3)
- Witches and Wizards (2001) Publié en français sous le titre Sorcières et Magiciens, Paris, Éd. du Korrigan, coll. « À l'aventure », 2001  (ISBN 2-7434-1866-4)
- True Spy Stories (2002)
- True Escape Stories (2002)
- True Survival Stories (2002)
- True Stories of Heroes  (2002)
- True Ghost Stories (2002)
- True Polar Stories (2002)
- True Everest Stories (2002)
- True Adventure Stories (2003)
- Days That Shook The World: The Chernobyl Disaster (2003) Publié en français sous le titre Tchernobyl : 26 avril 1986, Bonneuil-les-Eaux/Montréal (Québec), Gamma/Éditions École active, 2003  (ISBN 2-7130-1979-6)
- True Stories of the Second World War (2003)
- Sutton Hoo: The Anglo Saxon Way of Life and Death (2004)
- Introduction to the Second World War (2005)
- War Stories (2006)
- Cabinet of Curiosities (2010)
- Pirate Attack (2011)
- The Story of the Second World War (2012)

## Prix et récompenses[2]
- 2011 : Ausländer remporte le Hamelin Associazione Culturale Book Prize, Bologna ; le Portsmouth Book Award ; The Essex Book Award ; Calderdale Book of the Year ; Cheshire Schools Book Award et le We Read Book Award
- 2012 : Sektion 20 remporte l' Historical Association Young Quills Award 2012
- 2013 : Eleven, Eleven remporte l' Historical Association Young Quills Award 2013
- 2016 : En France, le roman Sektion 20 fait partie de la sélection Histoires d'Ados 2016 [3].
- 2016 : Bomber est sélectionné pour l'Historical Association Young Quills Award 2016 et le Dutch de Jonge Jury Award 2016